# Norton DNS
Norton DNS, Norton ConnectSafe — существовавшая c 2010 до 2018 года служба общедоступных серверов DNS компании Symantec Corporation. Серверы отключены 15 ноября 2018 года.

## История
2010 год — Symantec Corporation запустила сервис Norton DNS, призванный ускорить работу DNS у пользователей, а также защитить их от вредоносных сайтов и, по желанию пользователя, от «взрослого» контента и других нежелательных для семейного просмотра сайтов.
2014 год — Symantec переименовала Norton DNS в Norton ConnectSafe.
В 2018 году Symantec объявила, что сервис не будет предоставляться с 15 ноября 2018 года, и опубликовала инструкцию для пользователей по настройке на другие серверы DNS.

## Серверы
Norton DNS предоставлял следующие адреса DNS-серверов для публичного использования:
- с блокировкой вредоносных сайтов (Security (malware, phishing sites and scam sites) ):

- DNS1: 199.85.126.10
- DNS2: 199.85.127.10

- с блокировкой вредоносных сайтов, сайтов для взрослых (Security + Pornography):

- DNS1: 199.85.126.20
- DNS2: 199.85.127.20

- с блокировкой вредоносных сайтов, сайтов для взрослых, сайтов распространяющих файлы (Security + Pornography + Non-Family Friendly):

- DNS1: 199.85.126.30
- DNS2: 199.85.127.30